# Facundo Bagnis
Facundo Bagnis (ur. 27 lutego 1990 w Rosario) – argentyński tenisista.

## Kariera tenisowa
Karierę zawodową Bagnis rozpoczął w 2008 roku. W cyklu ATP Tour osiągnął jeden finał zawodów w grze pojedynczej. Wygrał 14 turniejów kategorii ATP Challenger Tour.
W grze podwójnej Bagnis triumfował w jednym turnieju rangi ATP World Tour, w Stuttgarcie w lipcu 2013 roku, wspólnie z Thomazem Belluccim.
W rankingu gry pojedynczej Bagnis najwyżej był na 55. miejscu (14 listopada 2016), a w klasyfikacji gry podwójnej na 78. pozycji (30 września 2013).
Bagnis jest medalistą igrzysk panamerykańskich oraz igrzysk Ameryki Południowej.

### Finały w turniejach ATP Tour
| Legenda                                      |
| -------------------------------------------- |
| Wielki Szlem                                 |
| Igrzyska olimpijskie                         |
| Tennis Masters Cup / ATP Finals              |
| ATP Masters Series / ATP Tour Masters 1000   |
| ATP International Series Gold / ATP Tour 500 |
| ATP International Series / ATP Tour 250      |

#### Gra pojedyncza (0–1)
| Końcowy wynik | Nr | Data          | Turniej  | Nawierzchnia | Przeciwnik     | Wynik finału     |
| ------------- | -- | ------------- | -------- | ------------ | -------------- | ---------------- |
| Finalista     | 1. | 14 marca 2021 | Santiago | Ceglana      | Cristian Garín | 4:6, 7:6(3), 5:7 |

#### Gra podwójna (1–0)
| Końcowy wynik | Nr | Data          | Turniej   | Nawierzchnia | Partner         | Przeciwnicy                       | Wynik finału   |
| ------------- | -- | ------------- | --------- | ------------ | --------------- | --------------------------------- | -------------- |
| Zwycięzca     | 1. | 14 lipca 2013 | Stuttgart | Ceglana      | Thomaz Bellucci | Tomasz Bednarek Mateusz Kowalczyk | 2:6, 6:4, 11–9 |